# Стефанит
Стефанит — минерал из класса сульфосолей, открыт в 1845 году. Назван в честь эрцгерцога австрийского Стефана Франца Виктора Габсбурга-Лотарингского (1817—1867), который собрал выдающуюся коллекцию минералов из 20 тысяч образцов. Из свойств можно отметить разложение разбавленной азотной кислотой с выделением S и Sb2S3, легкоплавкость и образование тёмного налёта под действием света. Стефанит также называли кислым серебром, ломким серебром и чёрным серебром.

## Кристаллография
Точечная группа — mm2 — ромбо-пирамидальный
Пространственная группа — Cmc21
Сингония — Ромбическая (орторомбическая)
Параметры ячейки — a = 7.837(3) Å, b = 12.467(6) Å, c = 8.538(2) Å
Отношение — a: b: c = 0.629 : 1 : 0.685
Число формульных единиц (Z) — 4
Объем элементарной ячейки — V 834.20 Å³ (рассчитано по параметрам элементарной ячейки)
Двойникование — Обычно по {110}, реже по {130}, {100}, {010}.

## Формы выделения
Стефанит выделяется в виде сплошных масс, кристаллов короткопризматического габитуса, корок мельчайших кристаллов на вмещающей породе.

## Образование
Стефанит образуется при гидротермальных процессах, завершающих застывание магматических пород при температуре ниже 370 °C. Стефанит образуется в трещинах уже застывшей вмещающей породы.

## В ассоциации с другими минералами
Стефанит часто ассоциирует с другими минералами серебра, такими как прустит, пираргирит, полибазит и самородное серебро.

## Химический состав
Серебро — 68,33 %, сурьма — 15,42 %, сера — 16,25 %. В виде примесей встречаются мышьяк, медь и железо.

## Месторождения
Месторождения стефанита привязаны к среброносным залежам и жилам. Самые крупные из них находятся в Соноре (Мексика), США (Колорадо, Калифорния, Невада), Чили (пустыня Атакама), Саксонии (Германия), Корнуолле (Великобритания), Онтарио (Канада) и Боливии.